# Francisco Ballesteros
Francisco López Ballesteros (Brea de Aragón, Zaragoza, 7 de marzo de 1771-París, 29 de junio de 1832), conocido como Francisco Ballesteros, fue un general y político español.

## Biografía

### Primeros años
En realidad se llamaba Francisco Tomás Benito Ballestero González. Era hijo de Joaquín Ballestero Benedí, natural de Brea, y de Teresa González Fernández, natural de Moros. Nació el día 6 de marzo y fue bautizado en la iglesia parroquial de Brea el día 7 del mismo mes. Nació con la condición de hidalgo; según Alberto Gil Novales era probablemente hijo del hermano segundo del capitán de infantería Diego López Ballesteros, señor del pazo de Golpelleira, que se llamaba también Francisco López Ballesteros, y primo hermano por tanto del futuro ministro de Fernando VII Luis López Ballesteros (1782-1853).
Tuvo un hermano, Manuel José Joaquín Ballestero González, nacido el 18 de abril de 1773, que también luchó en la Guerra de la Independencia. Francisco estudió en Zaragoza y después fue cadete (4-VII-1788), primer subteniente (1792) y segundo subteniente (1793). Fue destinado al primer batallón de Voluntarios de Aragón, salvo diez meses que sirvió en el batallón de Voluntarios de Navarra; después pasó a un regimiento de catalanes. Ascendió a capitán de grado (1-XII-1794). A causa de un duelo fue gravemente herido en el brazo derecho, lo que no le impidió estrenar su grado en el regimiento de Cazadores de Barbastro. Luchó al parecer en la Guerra del Rosellón contra los franceses en 1793 y en 1801 en la Guerra de las Naranjas en Portugal. Fue a Madrid a curarse el brazo y obtuvo el retiro y la Comandancia de Resguardo de Rentas Estancadas de Ávila. Se convirtió en Visitador de rentas en Asturias. En 1804 fue destituido de sus cargos por faltas en el servicio, pero Godoy lo rehabilitó haciéndole jefe de aduanas en Asturias.

### Guerra de la Independencia
Tras la invasión francesa de 1808, obtuvo de la Junta de Asturias el rango de mariscal de campo y una división que unió a las de Joaquín Blake y Castaños. Luchó varios años con éxito, primero en Asturias, y después (13 de julio de 1809) entró en La Coruña en la fragata inglesa La Amazona proveniente de Gijón para internarse desde allí por Castilla y Andalucía. Participó en la defensa de Aracena (26-V-1810), que los franceses tomaron con muy grandes pérdidas por su parte.
El 25 de enero de 1811 ganó la acción de Villanueva de los Castillejos. El 19 de febrero venció otra vez en Fregenal. El 10 de marzo derrotó por sorpresa al general Remón; estos méritos le valieron el ascenso a teniente general en ese mismo año. Mandó una división de infantería en la Batalla de La Albuera (16 de mayo de 1811). Procuraba, además, hacerse buena propaganda mandando discursos patrióticos, partes de guerra y proclamas al periódico El Conciso, de Cádiz, entre otros, de forma que se hizo un nombre muy popular. Al menos aprovechó esta popularidad para reunir dinero en colectas que se hicieron en Londres y México para financiar su ejército. A finales de 1811, marchó desde Gibraltar al encuentro de la artillería mandada por el general Laval, que tenía órdenes de Soult de tomar Tarifa. Estuvo a punto de perecer o ser hecho prisionero en el puerto de Ojén en Tarifa, pero logró escapar a uña de caballo.
En mayo de 1812 dirigió un grupo de 8.500 soldados a Bornos (Cádiz) y sufrió la terrible derrota conocida como batalla de Bornos, perdiendo más de 1500 soldados. La victoria aliada de batalla de Arapiles, los éxitos de Wellington, y el repliegue en Valencia de los ejércitos franceses hacen que Soult se encuentre en una posición difícil en Andalucía, que decide evacuar por Granada y dirigirse a Murcia. Los destacamentos de franceses situados en Ronda y Málaga marcharon a Antequera al encuentro de las tropas de habían salido de Sevilla. El 4.º ejército que mandaba Ballesteros salió en su busca, emprendió acciones sobre el flanco y retaguardia del numeroso y bien cubierto ejército francés. Apoyado por tres regimientos al mando de Joaquín Virués, les embistió hasta Loja. La liberación de Málaga se produjo el 27 de agosto de 1812, tras la evacuación de las tropas francesas. Replegado el ejército francés de Soult durante unos días en Granada, la abandona el 10 de septiembre para marchar al encuentro en Huéscar del general Drouet, que se replegaba desde Extremadura por Córdoba y Jaén. Ballesteros continuó acechando, mandando una acción sobre la retaguardia en Diezma. Después de un año y medio de ocupación francesa, Granada quedó liberada el 17 de septiembre, con la entrada en la ciudad del príncipe de Anglona. Sin embargo, desde la Regencia se mandó destituir el 12 de diciembre a Ballesteros, acusado de desobediencia y desprecio a Wellington, al negarse altivamente a luchar bajo sus órdenes. Por este motivo fue enviado a Ceuta. Este hecho suscitó una enorme discusión periodística, en la que se pusieron a su favor Juan Romero Alpuente, Tomás Muñoz Romero y otros, que veían en su conducta una defensa de la independencia nacional al no abandonarse a Inglaterra como había hecho Portugal, mientras que por primera vez hubo todo un caudal de folletos, poemas y piezas teatrales contra la actitud de López Ballesteros, de los que da cuenta Gil Novales. El caso es que las Representaciones de López Ballesteros conocieron varias ediciones y fueron reproducidas por toda la prensa. Solo se sometió después de escribir la cuarta, y a fines de 1813 fue llamado de vuelta para liderar una unidad militar en los montes de Ronda.

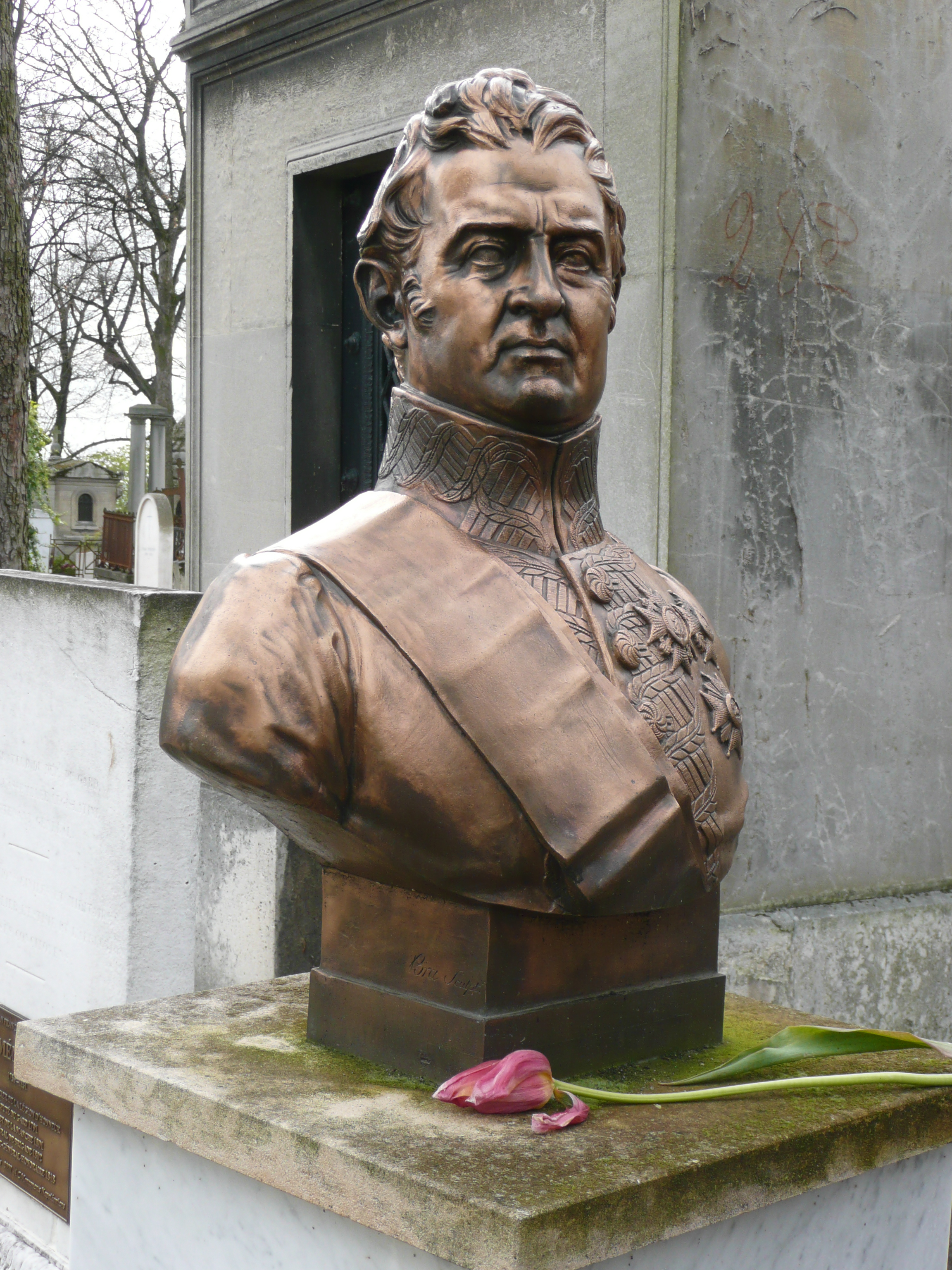
Busto de Ballesteros (Francois Vallesteros) en el cementerio Père Lachaise.

Publicó diversas obras técnicas y prontuarios sobre arte militar: Nueva táctica para los movimientos y maniobras de la caballería. Divisiones del Campo de Gibraltar. Estado mayor. Instrucción de reclutas y mitades que la caballería de este campo debe seguir para pasar a la de escuadrón y línea, de la táctica del general Freire; con arreglo a lo dispuesto por... Algeciras, 1812, y Ejército del Centro. Instrucción táctica para los movimientos y maniobras de las compañías y escuadrones de la caballería de este ejército, Algeciras, 1812.

### Sexenio absolutista y Trienio Liberal
En marzo de 1815 fue nombrado ministro de la Guerra por Fernando VII y recibió la Gran Cruz de San Fernando. Es cesado en octubre del mismo año, caído en desgracia por sus ideas liberales, o la desconfianza patológica que Fernando VII tenía por el ejército, en su mayoría liberal, se le expulsó a Valladolid con la mitad de la paga.
Tras el inicio de la revolución liberal de 1820, fue llamado de vuelta a Madrid, exhortó al rey a firmar la Constitución de 1812 y fue nombrado vicepresidente de la Junta provisional. El 7 de marzo de 1820, día en que Fernando VII se somete a la voluntad del pueblo y firma la Constitución de 1812, le dieron el cargo de general en jefe del Ejército del Centro. Hizo méritos cerrando muchas cárceles de la Inquisición y devolviendo las libertades municipales, y le dieron la Gran Cruz de Carlos III el 9 de julio de 1820. Ingresó en la Comunería, la sociedad secreta liberal exaltada, y al parecer se mostró muy republicano en una carta que envió al Marqués de La Fayette el 1 de agosto de 1821, publicada por François Rousseau. Lo nombraron luego inspector general de Milicias y, posteriormente, consejero de Estado y ayudante de campo de Su Majestad (1821-1823). El 7 de julio de 1822, con la victoria de Ballesteros sobre la guardia real sublevada a instancias del propio rey Fernando VII, se evitó la caída de la Constitución. Fue nombrado capitán general de Madrid.
El 7 de abril de 1823 Francia interviene en España para apoyar a Fernando frente a los liberales y restablecer el absolutismo. En 1823 debía contener al ejército francés, los llamados Cien mil hijos de San Luis, en la frontera del Bidasoa. Se retiró sin luchar hasta la batalla de Campillo de Arenas (Jaén). Tuvo que capitular el 21 de agosto de 1823 en Cazorla ante el general Gabriel Molitor y entregarse al Rey. Desoyó a Rafael del Riego, que quería resistir, y se justificó así en una orden comunicada al general Ramón Sánchez Salvador en Horche (Guadalajara) el 13 de agosto de 1823:

La causa que defendemos, aunque justa en su origen y sostenida por el honor, ha dejado de serlo desde el momento en que la grandísima mayoría de la nación se ha pronunciado contra ella.

### Exilio
El 1 de octubre de 1823 Fernando VII anuló todas las actuaciones del gobierno constitucional y destituyó a todos los funcionarios y oficiales que no habían sido fieles, y empezó a dictar condenas de muerte, entre las cuales incluyó su nombre. Ballesteros se retiró a Puerto de Santa María (Cádiz), pero no fue molestado hasta que, dictada una orden de detención contra él, escribió a Angulema pidiéndole asilo y huyó con un pasaporte para Francia en un barco inglés, ya que la amnistía de 1824 lo había excluido expresamente. A partir de ese momento se asentó en París, donde recibió una pensión de 12.000 francos anuales. Murió en el exilio el 29 de junio de 1832 y fue enterrado en el cementerio de Père-Lachaise, XXVIII.ª división, con el nombre de Francois Vallesteros, entre los mariscales napoleónicos Massena y Lefebvre.

## Memoria histórica
En 2015 la Asociación Histórico Cultural Teodoro Reding escenificó la liberación de Málaga en agosto de 1812 con la entrada de Ballesteros, considerándolo el libertador de Málaga.